# LVI Legislatura del Congreso de la Unión de México
La LVI Legislatura del Congreso de la Unión estuvo conformada por los senadores y los diputados miembros de sus respectivas cámaras. Inició sus funciones el día 1 de noviembre de 1994 y concluyó el 31 de agosto de 1997 en la Cámara de Diputados; y por única ocasión el 31 de octubre del mismo año, en el Senado.
96 senadores y la totalidad de los diputados fueron elegidos para su cargo en las Elecciones de 1994, los senadores fueron elegidos por un periodo de seis años (por lo que ejerció su cargo también en la siguiente legislatura), los diputados fueron elegidos para un periodo de tres años.
La conformación de la LVI Legislatura fue como sigue:

## Senado de la República
El Senado de la República se conformó con 32 senadores electos desde 1991 y que ya estaba presentes desde la anterior legislatura y 96 nuevos senadores electos según la reforma electoral de 1993 que establecía que se elegiría mediante una fórmula doble por cada estado y el Distrito Federal, siendo electos los dos que formen parte de la fórmula ganadora y el primero de la primera minoría, obteniendo en total cada estado y el D.F. cuatro senadores, dando un total de 128 senadores. 
Los senadores elegidos en 1991 permanecieron en su cargo hasta la fecha para la que había sido originariamente elegidos, el 31 de octubre de 1997; los elegidos en 1994, lo fueron para un periodo del 1 de noviembre de dicho año, al 31 de agosto de 2000.

### Número de Senadores por partido político
| Partido | Partido                              | Senadores |
| ------- | ------------------------------------ | --------- |
|         | Partido Acción Nacional              | 25        |
|         | Partido Revolucionario Institucional | 95        |
|         | Partido de la Revolución Democrática | 8         |

Los 128 Senadores que conforman la LVI Legislatura son los siguientes:

### Senadores por entidad federativa
| Estado              | Senador                                                     | Partido | Estado           | Senador                                                                       | Partido |
| ------------------- | ----------------------------------------------------------- | ------- | ---------------- | ----------------------------------------------------------------------------- | ------- |
| Aguascalientes      | Jorge Rodríguez León                                        |         | Nayarit          | Salvador Sánchez Vázquez                                                      |         |
| Aguascalientes      | Óscar López Velarde                                         |         | Nayarit          | Álvaro Vallarta Ceceña                                                        |         |
| Aguascalientes      | Juan Fernando Palomino Topete                               |         | Nayarit          | José Luis Medina Aguiar                                                       |         |
| Aguascalientes      | Enrique Franco Muñoz                                        |         | Nayarit          | Ernesto Navarro González                                                      |         |
| Baja California     | Ricardo González Cruz Suple a Héctor Terán Terán            |         | Nuevo León       | María Elena Chapa Hernández                                                   |         |
| Baja California     | Guilebaldo Silva Cota                                       |         | Nuevo León       | Eloy Cantú Segovia                                                            |         |
| Baja California     | Amador Rodríguez Lozano                                     |         | Nuevo León       | Alberto Santos de Hoyos                                                       |         |
| Baja California     | Norberto Corella Gil Samaniego                              |         | Nuevo León       | Mauricio Fernández Garza                                                      |         |
| Baja California Sur | Antonio Manríquez Guluarte                                  |         | Oaxaca           | Diódoro Carrasco Altamirano                                                   |         |
| Baja California Sur | Mario Vargas Aguiar                                         |         | Oaxaca           | José Murat                                                                    |         |
| Baja California Sur | José Antonio Valdivia                                       |         | Oaxaca           | Cirila Sánchez Mendoza                                                        |         |
| Baja California Sur | Pedro Macías de Lara                                        |         | Oaxaca           | Héctor Sánchez López                                                          |         |
| Campeche            | Carlos Sales Gutiérrez                                      |         | Puebla           | Germán Sierra Sánchez                                                         |         |
| Campeche            | José Trinidad Lanz Cárdenas                                 |         | Puebla           | Melquiades Morales Flores                                                     |         |
| Campeche            | Layda Sansores San Román                                    |         | Puebla           | Crescenciano España Morales                                                   |         |
| Campeche            | Guillermo del Río Ortegón                                   |         | Puebla           | José Fernando Herrera Aranda                                                  |         |
| Chiapas             | Ricardo Nauman Escobar Suple a Eduardo Robledo Rincón       |         | Querétaro        | Luis Álvarez Septién Suple a Silvia Hernández Enríquez                        |         |
| Chiapas             | Sami David David                                            |         | Querétaro        | Fernando Ortiz Arana                                                          |         |
| Chiapas             | Pablo Salazar Mendiguchía                                   |         | Querétaro        | Sonia Alcántara Magos                                                         |         |
| Chiapas             | Irma Serrano                                                |         | Querétaro        | Arturo Nava Bolaños                                                           |         |
| Chihuahua           | Artemio Iglesias Miramontes                                 |         | Quintana Roo     | José Epifanio Godoy Hernández Suple a Mario Villanueva Madrid                 |         |
| Chihuahua           | Martha Lara Alatorre                                        |         | Quintana Roo     | Jorge Polanco Zapata                                                          |         |
| Chihuahua           | Héctor Murguía Lardizábal                                   |         | Quintana Roo     | Esteban Maqueo Coral                                                          |         |
| Chihuahua           | Luis H. Álvarez                                             |         | Quintana Roo     | Vacante Por el fallecimiento de Enrique Hernández Quinto y Raúl Durán Reveles |         |
| Coahuila            | Alicia López de la Torre Suple a Rogelio Montemayor         |         | San Luis Potosí  | María del Socorro Blanc Ruiz Suple a Carlos Jiménez Macías                    |         |
| Coahuila            | Melchor de los Santos Ordóñez                               |         | San Luis Potosí  | Juan Ramiro Robledo                                                           |         |
| Coahuila            | Francisco Dávila Rodríguez                                  |         | San Luis Potosí  | Manuel Medellín Milán                                                         |         |
| Coahuila            | Rosendo Villarreal                                          |         | San Luis Potosí  | Francisco Javier Salazar Sáenz                                                |         |
| Colima              | Ramón Serrano Ahumada                                       |         | Sinaloa          | Gustavo Guerrero Ramos                                                        |         |
| Colima              | Jesús Orozco Alfaro                                         |         | Sinaloa          | José Luis Soberanes Reyes                                                     |         |
| Colima              | Graciela Larios Rivas                                       |         | Sinaloa          | Juan S. Millán                                                                |         |
| Colima              | Natividad Jiménez Moreno                                    |         | Sinaloa          | Emilio Goicoechea Luna                                                        |         |
| Durango             | Ángel Sergio Guerrero Mier                                  |         | Sonora           | Ramiro Valdés Fuentes                                                         |         |
| Durango             | Samuel Aguilar Solís                                        |         | Sonora           | Guillermo Hopkins Gámez                                                       |         |
| Durango             | Judith Murguía Corral                                       |         | Sonora           | Armando López Nogales                                                         |         |
| Durango             | Juan de Dios Castro Lozano                                  |         | Sonora           | Leonardo Yáñez Vargas                                                         |         |
| Guanajuato          | Roberto Suárez Nieto                                        |         | Tabasco          | Manuel Gurría Ordóñez                                                         |         |
| Guanajuato          | Ignacio Vázquez Torres                                      |         | Tabasco          | Héctor Argüello López                                                         |         |
| Guanajuato          | Salvador Rocha Díaz                                         |         | Tabasco          | Humberto Mayans Canabal                                                       |         |
| Guanajuato          | Ricardo Alfredo Ling Altamirano                             |         | Tabasco          | Auldárico Hernández Gerónimo                                                  |         |
| Guerrero            | Rubén Figueroa Alcocer                                      |         | Tamaulipas       | N/D                                                                           |         |
| Guerrero            | Guadalupe Gómez Maganda Bermeo                              |         | Tamaulipas       | Hugo Andrés Araujo                                                            |         |
| Guerrero            | Porfirio Camarena Castro                                    |         | Tamaulipas       | Jorge López Tijerina                                                          |         |
| Guerrero            | Félix Salgado Macedonio                                     |         | Tamaulipas       | María del Carmen Bolado del Real                                              |         |
| Hidalgo             | Orlando Arvizu Lara Suple a Jesús Murillo Karam             |         | Tlaxcala         | Ernesto García Sarmiento Suple a José Antonio Álvarez Lima                    |         |
| Hidalgo             | José Guadarrama Márquez                                     |         | Tlaxcala         | Serafín Romero Ixtlapale                                                      |         |
| Hidalgo             | Carlos Romero Deschamps                                     |         | Tlaxcala         | Lucía Carrasco Xochipa                                                        |         |
| Hidalgo             | Benigno Aladro Fernández                                    |         | Tlaxcala         | Luis González Pintor                                                          |         |
| Jalisco             | José Luis Lamadrid Sauza                                    |         | Veracruz         | Miguel Alemán Velasco                                                         |         |
| Jalisco             | Jesús González Gortázar                                     |         | Veracruz         | Gustavo Carvajal Moreno                                                       |         |
| Jalisco             | Eugenio Ruiz Orozco                                         |         | Veracruz         | Eduardo Andrade Sánchez                                                       |         |
| Jalisco             | Gabriel Jiménez Remus                                       |         | Veracruz         | Heberto Castillo                                                              |         |
| México              | Heberto Barrera Velázquez Suple a Mauricio Valdés Rodríguez |         | Yucatán          | Carlos Sobrino Sierra                                                         |         |
| México              | Laura Pavón Jaramillo                                       |         | Yucatán          | José Manuel Toraya Baqueiro                                                   |         |
| México              | Manuel Cadena Morales                                       |         | Yucatán          | Lizandro Lizama Garma                                                         |         |
| México              | Luis Felipe Bravo Mena                                      |         | Yucatán          | Benito Rosel Isaac                                                            |         |
| Michoacán           | Emma Mondragón Navarrete Suple a Víctor Manuel Tinoco Rubí  |         | Zacatecas        | Arturo Romo Gutiérrez                                                         |         |
| Michoacán           | Genovevo Figueroa Zamudio                                   |         | Zacatecas        | Guillermo Ulloa Carreón                                                       |         |
| Michoacán           | Sergio Magaña Martínez                                      |         | Zacatecas        | Pedro de León Sánchez                                                         |         |
| Michoacán           | Cristóbal Arias Solís                                       |         | Zacatecas        | José Ramón Medina Padilla                                                     |         |
| Morelos             | Ángel Ventura Valle                                         |         | Distrito Federal | Luz Lajous Vargas Suple a Manuel Aguilera Gómez                               |         |
| Morelos             | Rodolfo Becerril Straffon                                   |         | Distrito Federal | Fernando Solana                                                               |         |
| Morelos             | Manuel Montalvo Medellín                                    |         | Distrito Federal | María de los Ángeles Moreno                                                   |         |
| Morelos             | Javier Alvarado Ibares                                      |         | Distrito Federal | José Ángel Conchello                                                          |         |

### Coordinadores parlamentarios
- Partido Acción Nacional :
  - Gabriel Jiménez Remus
- Partido Revolucionario Institucional: 
  - Fernando Ortíz Arana
- Partido de la Revolución Democrática:
  - Héctor Sánchez López

## Cámara de Diputados
La Cámara de Diputados estuvo compuesta por 500 legisladores electos para un periodo de 3 años y no reelegibles para el periodo inmediato. 300 diputados fueron elegidos mediante voto directo por cada uno de los distritos electorales del país, y los otros 200 mediando un sistema de listas votadas en cada una de las circunscripciones electorales. De acuerdo a las reformas aprobadas en 1993, la duración de su periodo fue extraordinariamente del 1 de noviembre de 1994 al 31 de agosto de 1997.
La composición de la Cámara de Diputados en la LVI Legislatura fue la que sigue:

### Número de Diputados por partido político
|       | Partido                              | Diputados Mayoría relativa | Diputados Rep. proporcional | Total |
| ----- | ------------------------------------ | -------------------------- | --------------------------- | ----- |
|       | Partido Acción Nacional              | 21                         | 98                          | 119   |
|       | Partido Revolucionario Institucional | 273                        | 27                          | 300   |
|       | Partido de la Revolución Democrática | 6                          | 65                          | 71    |
|       | Partido del Trabajo                  | 0                          | 10                          | 10    |
| Total | Total                                | 300                        | 200                         | 500   |

### Diputados por distrito uninominal (mayoría relativa)
| Estado              | Distrito | Diputado                                           | Partido | Estado          | Distrito | Diputado                                                    | Partido |
| ------------------- | -------- | -------------------------------------------------- | ------- | --------------- | -------- | ----------------------------------------------------------- | ------- |
| Aguascalientes      | 1        | María del Socorro Ramírez Ortega                   |         | México          | 16       | Agustín Mauro Jordán Arzate                                 |         |
| Aguascalientes      | 2        | Héctor Hugo Olivares Ventura                       |         | México          | 17       | Raúl Lara Chanes                                            |         |
| Baja California     | 1        | Martina Montenegro Espinoza                        |         | México          | 18       | Salvador Ávila Zúñiga                                       |         |
| Baja California     | 2        | Francisco Domínguez García                         |         | México          | 19       | Jorge Adolfo Cejudo Díaz                                    |         |
| Baja California     | 3        | Daniel Quintero Peña                               |         | México          | 20       | Roberto Flores González                                     |         |
| Baja California     | 4        | Héctor López Barraza                               |         | México          | 21       | Leonel Domínguez Rivero                                     |         |
| Baja California     | 5        | Franciscana Krauss Velarde                         |         | México          | 22       | Alejandro Audry Sánchez                                     |         |
| Baja California     | 6        | Jaime Martínez Veloz                               |         | México          | 23       | Virgilia Noguera Corona                                     |         |
| Baja California Sur | 1        | Amadeo Murillo Aguilar Suple a Leonel Cota Montaño |         | México          | 24       | Héctor San Román Arreaga                                    |         |
| Baja California Sur | 2        | Rodimiro Amaya Téllez                              |         | México          | 25       | Olga Bernal Arenas                                          |         |
| Campeche            | 1        | Manuel Pacheco Arjona                              |         | México          | 26       | Luis Alberto Contreras Salazar                              |         |
| Campeche            | 2        | Gabriel Escalante Castillo                         |         | México          | 27       | Israel Ledezma Magaña                                       |         |
| Chiapas             | 1        | Walter Antonio León Montoya                        |         | México          | 28       | José Luis Salcedo Solís                                     |         |
| Chiapas             | 2        | Antonio Pérez Hernández                            |         | México          | 29       | Florencio Catalán Valdez                                    |         |
| Chiapas             | 3        | Alí Cancino Herrera                                |         | México          | 30       | Josué Valdés Mondragón                                      |         |
| Chiapas             | 4        | Tito Rubín Cruz                                    |         | México          | 31       | Mario Vázquez Hernández                                     |         |
| Chiapas             | 5        | Hildiberto Ochoa Samayoa                           |         | México          | 32       | Gaspar Ávila Rodríguez                                      |         |
| Chiapas             | 6        | Rafael Ceballos Cancino                            |         | México          | 33       | Joaquín Rodríguez Lugo                                      |         |
| Chiapas             | 7        | Gabriel Aguiar Ortega                              |         | México          | 34       | Antonio Hernández Reyes                                     |         |
| Chiapas             | 8        | Germán Jiménez Gómez                               |         | Michoacán       | 1        | María Guadalupe Morales Ledesma                             |         |
| Chiapas             | 9        | Lázaro Hernández Vázquez                           |         | Michoacán       | 2        | Carmen Soto Correa                                          |         |
| Chihuahua           | 1        | Manuel Russek Valles                               |         | Michoacán       | 3        | Froylán Velázquez Hernández                                 |         |
| Chihuahua           | 2        | Alfredo Amaya Medina                               |         | Michoacán       | 4        | Jaime Rodríguez López                                       |         |
| Chihuahua           | 3        | Sergio Vázquez Olivas                              |         | Michoacán       | 5        | Guillermo Alejandro Gómez Vega                              |         |
| Chihuahua           | 4        | Miguel Lucero Palma                                |         | Michoacán       | 6        | Agustín Martínez Maldonado                                  |         |
| Chihuahua           | 5        | Saúl González Herrera                              |         | Michoacán       | 7        | Emilio Solórzano Solís                                      |         |
| Chihuahua           | 6        | Óscar Villalobos Chávez                            |         | Michoacán       | 8        | Fernando Orihuela Carmona                                   |         |
| Chihuahua           | 7        | Mario de la Torre Hernández                        |         | Michoacán       | 9        | Roldán Álvarez Ayala                                        |         |
| Chihuahua           | 8        | Héctor González Mocken                             |         | Michoacán       | 10       | Victoria Eugenia Méndez Márquez                             |         |
| Chihuahua           | 9        | Sergio Prieto Gamboa                               |         | Michoacán       | 11       | Armando Octavio Ballinas Mayes                              |         |
| Chihuahua           | 10       | Jorge Castillo Cabrera                             |         | Michoacán       | 12       | Víctor Silva Tejeda                                         |         |
| Coahuila            | 1        | Alejandro Gutiérrez Gutiérrez                      |         | Michoacán       | 13       | Desiderio Camacho Garibo                                    |         |
| Coahuila            | 2        | Manlio Fabio Gómez Uranga                          |         | Morelos         | 1        | Jorge Armando Meade Ocaranza                                |         |
| Coahuila            | 3        | Miguel Ángel García García                         |         | Morelos         | 2        | Raúl Ramírez Chávez                                         |         |
| Coahuila            | 4        | Marco Antonio Dávila Montesinos                    |         | Morelos         | 3        | Juan Salgado Brito                                          |         |
| Coahuila            | 5        | Gerardo Ordaz Moreno                               |         | Morelos         | 4        | Gerardo Flores González                                     |         |
| Coahuila            | 6        | Jesús Salvador Hernández Vélez                     |         | Nayarit         | 1        | Fidel Pineda Valdez                                         |         |
| Coahuila            | 7        | José Luis Flores Méndez                            |         | Nayarit         | 2        | José Santos Ramos Damián                                    |         |
| Colima              | 1        | Ramona Carbajal Cárdenas                           |         | Nayarit         | 3        | Liberato Montenegro Villa                                   |         |
| Colima              | 2        | Cecilio Lepe Bautista                              |         | Nuevo León      | 1        | José Natividad González Parás                               |         |
| Distrito Federal    | 1        | Manuel Arciniega Portillo                          |         | Nuevo León      | 2        | Fidel Pérez García                                          |         |
| Distrito Federal    | 2        | José Luis Martínez Álvarez                         |         | Nuevo León      | 3        | Carlota Vargas Garza                                        |         |
| Distrito Federal    | 3        | Rogelio Zamora Barradas                            |         | Nuevo León      | 4        | Gerardo Rodríguez Rivera                                    |         |
| Distrito Federal    | 4        | Juan José Osorio Palacios                          |         | Nuevo León      | 5        | Jesús Siller Rojas                                          |         |
| Distrito Federal    | 5        | Francisco Martínez Rivera                          |         | Nuevo León      | 6        | César González Quiroga                                      |         |
| Distrito Federal    | 6        | Claudia Esqueda Llanes                             |         | Nuevo León      | 7        | Dante Decanini Livas                                        |         |
| Distrito Federal    | 7        | Jorge Efraín Moreno Collado                        |         | Nuevo León      | 8        | Antonio Medina Ojeda                                        |         |
| Distrito Federal    | 8        | Jesús Rodríguez y Rodríguez                        |         | Nuevo León      | 9        | Cristina Díaz Salazar                                       |         |
| Distrito Federal    | 9        | Irma Eugenia Cedillo y Amador                      |         | Nuevo León      | 10       | Víctor Cruz Ramírez                                         |         |
| Distrito Federal    | 10       | Jaime Jesús Arceo Castro                           |         | Nuevo León      | 11       | Néstor Molina Martínez                                      |         |
| Distrito Federal    | 11       | Alejandro Rojas Díaz Durán                         |         | Oaxaca          | 1        | Abel Trejo González                                         |         |
| Distrito Federal    | 12       | José Noe Moreno Carvajal                           |         | Oaxaca          | 2        | Blas Fortino Figueroa Montes                                |         |
| Distrito Federal    | 13       | Fernando Salgado Delgado                           |         | Oaxaca          | 3        | José Antonio Hernández Fraguas                              |         |
| Distrito Federal    | 14       | José Castelazo                                     |         | Oaxaca          | 4        | Rolando Hernández Castillo                                  |         |
| Distrito Federal    | 15       | Javier Pineda y Serino                             |         | Oaxaca          | 5        | Virginia Hernández Hernández                                |         |
| Distrito Federal    | 16       | Víctor Manuel Rubio                                |         | Oaxaca          | 6        | Baruc Efraín Alavez Mendonza                                |         |
| Distrito Federal    | 17       | Sebastián Lerdo de Tejada Covarrubias              |         | Oaxaca          | 7        | Francisco Bolaños Bolaños                                   |         |
| Distrito Federal    | 18       | Armando Gamboa Enríquez                            |         | Oaxaca          | 8        | Tomás Baños Baños                                           |         |
| Distrito Federal    | 19       | Jaime Mariano del Río Navarro                      |         | Oaxaca          | 9        | Juan Manuel Cruz Acevedo                                    |         |
| Distrito Federal    | 20       | Adolfo Ramón Flores Rodríguez                      |         | Oaxaca          | 10       | Ma. del Carmen Ricardez Vela                                |         |
| Distrito Federal    | 21       | Ofelia Casillas Ontiveros                          |         | Puebla          | 1        | Héctor González Reyes                                       |         |
| Distrito Federal    | 22       | Víctor Manuel Álvarez Trasviña                     |         | Puebla          | 2        | Lucero Saldaña Pérez                                        |         |
| Distrito Federal    | 23       | Óscar Levín Coppel                                 |         | Puebla          | 3        | Víctor Hugo Islas Hernández                                 |         |
| Distrito Federal    | 24       | María de la Luz Lima Malvido                       |         | Puebla          | 4        | José Luis Galeazzi Berra                                    |         |
| Distrito Federal    | 25       | Pascual Juárez Santiago                            |         | Puebla          | 5        | Fidencio Romero Tobón                                       |         |
| Distrito Federal    | 26       | Marco Antonio Michel Díaz                          |         | Puebla          | 6        | Edgar Benítez Gálvez                                        |         |
| Distrito Federal    | 27       | Rosario Guerra Díaz                                |         | Puebla          | 7        | Marina Blanco Casco                                         |         |
| Distrito Federal    | 28       | Carlos Aceves del Olmo                             |         | Puebla          | 8        | Lidia Zarrazaga Molina                                      |         |
| Distrito Federal    | 29       | Alfonso Reyes Medrano                              |         | Puebla          | 9        | Matilde del Mar Hidalgo y García Barna                      |         |
| Distrito Federal    | 30       | José Eduardo Escobedo Miramontes                   |         | Puebla          | 10       | Cándido Pérez Verduzco                                      |         |
| Distrito Federal    | 31       | Ignacio Contreras Flores                           |         | Puebla          | 11       | Ricardo Menéndez Haces                                      |         |
| Distrito Federal    | 32       | Roberto Campa Cifrián                              |         | Puebla          | 12       | Luis Antonio Godina Herrera                                 |         |
| Distrito Federal    | 33       | José Sánchez Juárez                                |         | Puebla          | 13       | Pedro Pablo Aceves Hernández                                |         |
| Distrito Federal    | 34       | Carlos Reta Martínez                               |         | Puebla          | 14       | Cecilia Hernández Ríos                                      |         |
| Distrito Federal    | 35       | Carlos Flores Vizcarra                             |         | Querétaro       | 1        | José Manuel García García                                   |         |
| Distrito Federal    | 36       | Armando Salinas Torre                              |         | Querétaro       | 2        | Ezequiel Espinosa Mejía                                     |         |
| Distrito Federal    | 37       | Horacio Pereznegró                                 |         | Querétaro       | 3        | Ernesto Luque Feregrino                                     |         |
| Distrito Federal    | 38       | Ana María Licona Spínola                           |         | Quintana Roo    | 1        | Sara Muza Simón                                             |         |
| Distrito Federal    | 39       | Alejandro Díaz y Pérez                             |         | Quintana Roo    | 2        | Virginia Betanzos Moreno                                    |         |
| Distrito Federal    | 40       | Florentino Castro López                            |         | San Luis Potosí | 1        | Jesús Eduardo Noyola Bernal                                 |         |
| Durango             | 1        | Ismael Hernández Deras                             |         | San Luis Potosí | 2        | María Elena Yrizar Arias Suple a Alejandro Zapata Perogordo |         |
| Durango             | 2        | Sabino González Alba                               |         | San Luis Potosí | 3        | Lucas Gómez Hernández                                       |         |
| Durango             | 3        | José Rosas Aispuro                                 |         | San Luis Potosí | 4        | Antonio Rivera Barrón                                       |         |
| Durango             | 4        | Ricardo Pacheco Rodríguez                          |         | San Luis Potosí | 5        | Fructuoso López Cárdenas                                    |         |
| Durango             | 5        | José Roberto Arreola Arreola                       |         | San Luis Potosí | 6        | Yolanda González Hernández                                  |         |
| Durango             | 6        | José Luis González Achem                           |         | San Luis Potosí | 7        | Miguel Ortiz Jonguitud                                      |         |
| Guanajuato          | 1        | Severiano Pérez Vázquez                            |         | Sinaloa         | 1        | Alfredo Valdez Gaxiola                                      |         |
| Guanajuato          | 2        | Primo Quiroz Durán                                 |         | Sinaloa         | 2        | José Luis Leyson Castro                                     |         |
| Guanajuato          | 3        | Ricardo Padilla Martín                             |         | Sinaloa         | 3        | Jorge Kondo López                                           |         |
| Guanajuato          | 4        | Humberto Meza Galván                               |         | Sinaloa         | 4        | Jesús Manuel Meléndez Franco                                |         |
| Guanajuato          | 5        | Pascual Ramírez Córdova                            |         | Sinaloa         | 5        | Jorge Abel López Sánchez                                    |         |
| Guanajuato          | 6        | Fernando Pacheco Martínez                          |         | Sinaloa         | 6        | Pablo Moreno Cota                                           |         |
| Guanajuato          | 7        | Luis Manuel Jiménez Lemus                          |         | Sinaloa         | 7        | Heriberto Galindo Quiñones                                  |         |
| Guanajuato          | 8        | Josefina Balleza Sánchez                           |         | Sinaloa         | 8        | José Feliciano García Peraza                                |         |
| Guanajuato          | 9        | Jaime Martínez Tapia                               |         | Sinaloa         | 9        | Jesús Refael Ruvalcaba León                                 |         |
| Guanajuato          | 10       | Alejandro Torres Aguilar                           |         | Sonora          | 1        | Daniel Trélles Iruretagoyena                                |         |
| Guanajuato          | 11       | Humberto Andrade Quezada                           |         | Sonora          | 2        | Luz Salazar Pérez                                           |         |
| Guanajuato          | 12       | Lorenzo Chávez Zavala                              |         | Sonora          | 3        | Heriberto Lizárraga Zatarain                                |         |
| Guanajuato          | 13       | Martín Montaño Arteaga                             |         | Sonora          | 4        | Francisco Javier Hernández Armenta                          |         |
| Guerrero            | 1        | Efrén Nicolás Leyva Acevedo                        |         | Sonora          | 5        | Leobardo Aguirre Corral                                     |         |
| Guerrero            | 2        | Píndaro Urióstegui Miranda                         |         | Sonora          | 6        | Alfonso Molina Ruibal                                       |         |
| Guerrero            | 3        | Netzahualcóyotl de la Vega                         |         | Sonora          | 7        | Juan Leyva Mendívil                                         |         |
| Guerrero            | 4        | Antonio Piza Soberanis                             |         | Tabasco         | 1        | César Raúl Ojeda Zubieta                                    |         |
| Guerrero            | 5        | Fernando Cruz Merino                               |         | Tabasco         | 2        | José de la Cruz Martínez López                              |         |
| Guerrero            | 6        | Marcelino Miranda Añorve                           |         | Tabasco         | 3        | Carlos Mario de la Fuente Lazo                              |         |
| Guerrero            | 7        | René Juárez Cisneros                               |         | Tabasco         | 4        | Francisco Peralta Burelo                                    |         |
| Guerrero            | 8        | Antelmo Alvarado García                            |         | Tabasco         | 5        | Óscar Cantón Zetina                                         |         |
| Guerrero            | 9        | Gabino Fernández Serna                             |         | Tamaulipas      | 1        | Daniel Covarrubias Ramos                                    |         |
| Guerrero            | 10       | Abel Velasco Velasco                               |         | Tamaulipas      | 2        | Eliezar García Sáenz                                        |         |
| Hidalgo             | 1        | Mario Alberto Viornery Mendoza                     |         | Tamaulipas      | 3        | Homar Zamorano Ayala                                        |         |
| Hidalgo             | 2        | Aurelio Marín Huazo                                |         | Tamaulipas      | 4        | José Antonio Martínez Torres                                |         |
| Hidalgo             | 3        | Guillermo Álvarez Cuevas                           |         | Tamaulipas      | 5        | Antonio Sánchez Gochicoa                                    |         |
| Hidalgo             | 4        | Roberto Pedraza Martínez                           |         | Tamaulipas      | 6        | Jesús Olvera Méndez                                         |         |
| Hidalgo             | 5        | Miguel Ángel Islas Chío                            |         | Tamaulipas      | 7        | Jesús Guillermo Acebo Salman                                |         |
| Hidalgo             | 6        | Prisciliano Gutiérrez Hernández                    |         | Tamaulipas      | 8        | Guadalupe Flores Valdez                                     |         |
| Jalisco             | 1        | Juan Manuel Pérez Corona                           |         | Tamaulipas      | 9        | Leticia Camero Gómez                                        |         |
| Jalisco             | 2        | Miguel Acosta Ruelas                               |         | Tlaxcala        | 1        | Joaquín Cisneros Fernández                                  |         |
| Jalisco             | 3        | José de Jesús Sánchez Ochoa                        |         | Tlaxcala        | 2        | Alfonso Sánchez Anaya                                       |         |
| Jalisco             | 4        | Filemón Ramírez Pérez                              |         | Veracruz        | 1        | Joaquín Juárez del Ángel                                    |         |
| Jalisco             | 5        | José Luis Mata Bracamontes                         |         | Veracruz        | 2        | Genaro Alfonso del Ángel Amador                             |         |
| Jalisco             | 6        | Emma Muñoz Covarrubias                             |         | Veracruz        | 3        | Zaida Lladó Castillo                                        |         |
| Jalisco             | 7        | Horacio Alejandro Gutiérrez Bravo                  |         | Veracruz        | 4        | Filemon Ramírez Pérez                                       | PRI     |
| Jalisco             | 8        | Sofía Valencia Abundis                             |         | Veracruz        | 5        | Guillermo Zúñiga Martínez                                   |         |
| Jalisco             | 9        | Mario Alejandro Rosales Anaya                      |         | Veracruz        | 6        | Ignacio González Rebolledo                                  |         |
| Jalisco             | 10       | Heriberto Santana Rubio                            |         | Veracruz        | 7        | Servando Andrés Díaz Suárez                                 |         |
| Jalisco             | 11       | Ismael Orozco Loreto                               |         | Veracruz        | 8        | Felipe Amadeo Flores Espinoza                               |         |
| Jalisco             | 12       | Rodolfo González Macías                            |         | Veracruz        | 9        | Marcelo Ramírez Ramírez                                     |         |
| Jalisco             | 13       | José de Jesús Preciado Bermejo                     |         | Veracruz        | 10       | Enrique Ramos Rodríguez                                     |         |
| Jalisco             | 14       | Alejandro Villaseñor Tatay                         |         | Veracruz        | 11       | Salvador Mikel Rivera                                       |         |
| Jalisco             | 15       | José Enrique Patiño Terán                          |         | Veracruz        | 12       | Manuel Pérez Bonilla                                        |         |
| Jalisco             | 16       | José Íñiguez Cervantes                             |         | Veracruz        | 13       | Pedro Guillermo Rivera Pavón                                |         |
| Jalisco             | 17       | Javier Guízar Macías                               |         | Veracruz        | 14       | Jorge Wade González                                         |         |
| Jalisco             | 18       | Hugo Fernando Rodríguez Martínez                   |         | Veracruz        | 15       | Amado Cruz Malpica                                          |         |
| Jalisco             | 19       | Enrique Romero Montaño                             |         | Veracruz        | 16       | Carlos Verteramo Pérez                                      |         |
| Jalisco             | 20       | Francisco Ledezma Durán                            |         | Veracruz        | 17       | Alicia González Cerecedo                                    |         |
| México              | 1        | Sergio Ramírez Vargas                              |         | Veracruz        | 18       | Roberto Álvarez Salgado                                     |         |
| México              | 2        | Wilfrido Muñoz Rivera                              |         | Veracruz        | 19       | Primo Rivera Torres                                         |         |
| México              | 3        | Lauro Rendón Castrejón                             |         | Veracruz        | 20       | Erasmo Delgado Guerra                                       |         |
| México              | 4        | Manuel Hinojosa Juárez                             |         | Veracruz        | 21       | Fernando Flores Gómez                                       |         |
| México              | 5        | Regina Reyes Retana                                |         | Veracruz        | 22       | Elías Moreno Brizuela                                       |         |
| México              | 6        | Juan Manuel Tovar Estrada                          |         | Veracruz        | 23       | Gladys Merlín Castro                                        |         |
| México              | 7        | Ma. del Carmen Zavala Medel                        |         | Yucatán         | 1        | Manuel Fuentes Alcocer                                      |         |
| México              | 8        | Irene Maricela Cerón Nequis                        |         | Yucatán         | 2        | Rubén Calderón Cecilio                                      |         |
| México              | 9        | Aurelio Salinas Ortiz                              |         | Yucatán         | 3        | Eric Rubio Barthell                                         |         |
| México              | 10       | María Elisa Garzón Franco                          |         | Yucatán         | 4        | Tuffy Gaber Arjona                                          |         |
| México              | 11       | Jorge Cortés Vences                                |         | Zacatecas       | 1        | Yrene Ramos Dávila                                          |         |
| México              | 12       | José Francisco Lozada Chávez                       |         | Zacatecas       | 2        | Eustaquio de León Contreras                                 |         |
| México              | 13       | Ramiro Calvillo Ramos                              |         | Zacatecas       | 3        | Gustavo Salinas Íñiguez                                     |         |
| México              | 14       | Rubén Jiménez Leal                                 |         | Zacatecas       | 4        | Carlos Pérez Rico                                           |         |
| México              | 15       | Francisco Maldonado Ruiz                           |         | Zacatecas       | 5        | Pedro López y Macías                                        |         |

### Diputados por representación proporcional
| Circunscripción | Diputado                                              | Partido | Circunscripción | Diputado                                                           | Partido |
| --------------- | ----------------------------------------------------- | ------- | --------------- | ------------------------------------------------------------------ | ------- |
| Primera         | José Luis Torres Ortega Suple a Antonio Lozano Gracia |         | Tercera         | Rosario Ibarra de Piedra                                           |         |
| Primera         | Cecilia Romero Castillo                               |         | Tercera         | Octavio Romero Oropeza                                             |         |
| Primera         | María Elena Álvarez Bernal                            |         | Tercera         | Gloria Sánchez Hernández                                           |         |
| Primera         | Manuel Beristain Gómez                                |         | Tercera         | Javier González Garza                                              |         |
| Primera         | Jorge Ocejo Moreno                                    |         | Tercera         | Pedro Etienne Llano                                                |         |
| Primera         | Gustavo Gabriel Llamas Monjardin                      |         | Tercera         | Martín Gerardo Longoria Hernández                                  |         |
| Primera         | Jorge Arturo Quiroz Presa                             |         | Tercera         | Manuel Chable Gutiérrez                                            |         |
| Primera         | Carmen Segura Rangel                                  |         | Tercera         | Julieta Uribe Caldera                                              |         |
| Primera         | Miguel Hernández Labastida                            |         | Tercera         | Saúl Alfonso Escobar Toledo                                        |         |
| Primera         | Apolonio Méndez Meneses                               |         | Tercera         | Antonio Hernández Cruz                                             |         |
| Primera         | María Teresa Gómez-Mont Urueta                        |         | Tercera         | Manuel Alberto Coronel Zenteno                                     |         |
| Primera         | Kurt Antonio Thomsen D'abbadie                        |         | Tercera         | César Antonio Chávez Castillo                                      |         |
| Primera         | David Vargas Santos                                   |         | Tercera         | Eric Eber Villanueva Mukul                                         |         |
| Primera         | Fernando Pérez Noriega                                |         | Tercera         | Raúl Alejandro Livas Vera                                          |         |
| Primera         | Francisco José Peniche y Bolio                        |         | Tercera         | Osbelia Arellano López                                             |         |
| Primera         | Patricia Garduño Morales                              |         | Tercera         | Rosa María Cabrera Lotfe                                           |         |
| Primera         | Hiram Escudero Álvares                                |         | Tercera         | Alberto Anaya                                                      |         |
| Primera         | Tarcisio Navarrete                                    |         | Tercera         | Ezequiel Flores Rodríguez                                          |         |
| Primera         | Jorge Ricardo Nieto Guzmán                            |         | Cuarta          | Ricardo García Cervantes                                           |         |
| Primera         | Francisco Suárez Dávila                               |         | Cuarta          | Manuel Baeza González                                              |         |
| Primera         | Julio Felipe García Castañeda                         |         | Cuarta          | Rodrigo Robledo Silva                                              |         |
| Primera         | José Ignacio Cuauhtémoc Paleta                        |         | Cuarta          | Alejandro Higuera Osuna                                            |         |
| Primera         | Ignacio Ovalle Fernández                              |         | Cuarta          | Lauro Norzagaray Norzagaray                                        |         |
| Primera         | Octavio Guillermo West Silva                          |         | Cuarta          | Alejandro González Alcocer                                         |         |
| Primera         | Ifigenia Martínez                                     |         | Cuarta          | Jorge Antonio Catalán Sosa                                         |         |
| Primera         | José Mauro González Luna                              |         | Cuarta          | Jorge González González                                            |         |
| Primera         | Eliseo Moyao Morales                                  |         | Cuarta          | Ramón Cárdenas Gudiño                                              |         |
| Primera         | Arnoldo Martínez Verdugo                              |         | Cuarta          | Jesús Ramón Rojo Gutiérrez                                         |         |
| Primera         | Ramón Sosamontes                                      |         | Cuarta          | Luis Ruan Ruis                                                     |         |
| Primera         | Ysabel Molina Warner Suple a Manuel Marcué Pardiñas   |         | Cuarta          | Nohelia Linares González                                           |         |
| Primera         | Marco Rascón                                          |         | Cuarta          | Rafael Ayala López                                                 |         |
| Primera         | Antonio Tenorio Adame                                 |         | Cuarta          | Jorge Urdapilleta Núñez                                            |         |
| Primera         | María Rosa Márquez Cabrera                            |         | Cuarta          | Rafael Núñez Pellegrin                                             |         |
| Primera         | René Arce Islas                                       |         | Cuarta          | Ma. Remedios Olivera Orozco                                        |         |
| Primera         | Salvador Martínez della Rocca                         |         | Cuarta          | Javier Alberto Gutiérrez Vida                                      |         |
| Primera         | Luis Sánchez Aguilar                                  |         | Cuarta          | Zenen Xochihua Valdés                                              |         |
| Primera         | Graciela Rojas Cruz                                   |         | Cuarta          | Giuseppe Macías Beilis                                             |         |
| Primera         | Óscar González Yáñez                                  |         | Cuarta          | Florencio Martínez Hernández Balderas                              |         |
| Primera         | Primitivo Ríos Vázquez                                |         | Cuarta          | José Francisco Limón Tapia                                         |         |
| Segunda         | Eusebio Moreno Muñoz                                  |         | Cuarta          | Salvador Becerra Rodríguez                                         |         |
| Segunda         | Guillermo Luján Peña                                  |         | Cuarta          | Carlos Alfonso Nuño Luna                                           |         |
| Segunda         | Rodolfo Elizondo Torres                               |         | Cuarta          | Salvador López Orduña                                              |         |
| Segunda         | Salvador Beltrán del Río                              |         | Cuarta          | Miguel Rodríguez Ramírez                                           |         |
| Segunda         | Alejandro Zapata Perogordo                            |         | Cuarta          | Luis Garfias                                                       |         |
| Segunda         | José Gerardo de los Cobos Silva                       |         | Cuarta          | Alfonso Garzón Santibáñez                                          |         |
| Segunda         | Manuel Espino Barrientos                              |         | Cuarta          | José Luis González Aguilera                                        |         |
| Segunda         | Hugo Meneses Carrasco                                 |         | Cuarta          | Ignacio Castillo Flores                                            |         |
| Segunda         | Luis Alberto Rico Samaniego                           |         | Cuarta          | José Alfonso Solórzano Fraga                                       |         |
| Segunda         | Jesús Carlos Hernández Martínez                       |         | Cuarta          | Crisóforo Salido Almada                                            |         |
| Segunda         | Juan Antonio García Villa                             |         | Cuarta          | Roberto Robles Garnica                                             |         |
| Segunda         | Audomaro Alba Padilla                                 |         | Cuarta          | Francisco Curi Pérez Fernández                                     |         |
| Segunda         | Jorge Enrique Dávila Juárez                           |         | Cuarta          | Juan N. Guerra                                                     |         |
| Segunda         | Andrés Galván Rivas                                   |         | Cuarta          | Mara Nadiezhda Robles Villaseñor                                   |         |
| Segunda         | Gerardo Gabriel Nava Bolaños                          |         | Cuarta          | Jesús Zambrano Grijalva                                            |         |
| Segunda         | Cruz Pérez Cuéllar                                    |         | Cuarta          | Taide Aburto Torres                                                |         |
| Segunda         | Miguel Alberto Segura Dorantes                        |         | Cuarta          | Tonatiuh Bravo Padilla                                             |         |
| Segunda         | Jorge Humberto Gómez García                           |         | Cuarta          | Leonel Godoy Rangel                                                |         |
| Segunda         | Javier Ortega Espinoza                                |         | Cuarta          | Edgard Sánchez Ramírez                                             |         |
| Segunda         | Matías Salvador Fernández Gavaldón                    |         | Cuarta          | Carlos Núñez Hurtado                                               |         |
| Segunda         | Alfonso Martínez Guerra                               |         | Cuarta          | César Humberto González Magallón                                   |         |
| Segunda         | Humberto Roque Villanueva                             |         | Cuarta          | Alejandro Moreno Berry                                             |         |
| Segunda         | José Ramírez Gamero                                   |         | Quinta          | Eugenio Ortiz Walls                                                |         |
| Segunda         | José de Jesús Padilla Padilla                         |         | Quinta          | Francisco Javier Santos Covarrubias                                |         |
| Segunda         | Augusto Gómez Villanueva                              |         | Quinta          | María Teresa Tapia Bahena Suple a Marcos Efrén Parra Gómez         |         |
| Segunda         | Jacinto Gómez Pasillas                                |         | Quinta          | Gerardo de Jesús Arellano Aguilar                                  |         |
| Segunda         | Carlos Chaurand Arzate                                |         | Quinta          | Max Tejeda Martínez                                                |         |
| Segunda         | Jesús Ortega Martínez                                 |         | Quinta          | Pedro Flores Olvera                                                |         |
| Segunda         | Leticia Calzada Gómez                                 |         | Quinta          | Agustín Torres Delgado                                             |         |
| Segunda         | Rosario Robles Berlanga                               |         | Quinta          | Régulo Pastor Fernández Rivera                                     |         |
| Segunda         | Carlos Navarrete Ruiz                                 |         | Quinta          | Jorge Hernández Domínguez                                          |         |
| Segunda         | Rafael Jacobo García                                  |         | Quinta          | Javier de Jesús Gutiérrez Robles                                   |         |
| Segunda         | Francisco Patiño Cardona                              |         | Quinta          | Abel García Ramírez                                                |         |
| Segunda         | Víctor Quintana Silveyra                              |         | Quinta          | Luis Andrés Esteva Melchor                                         |         |
| Segunda         | Marcos Carlos Cruz Martínez                           |         | Quinta          | Jesús Antonio Tallabs Ortega                                       |         |
| Segunda         | José Narro Céspedes                                   |         | Quinta          | Gonzalo Alarcón Bárcena                                            |         |
| Tercera         | Lorenzo Duarte y Zapata                               |         | Quinta          | Eduardo Amardor Cárdenas Lebrija                                   |         |
| Tercera         | Eduardo Arias Aparicio                                |         | Quinta          | María Teresa Cortez Cervantes                                      |         |
| Tercera         | Luis Felipe Mena Salas                                |         | Quinta          | Mónica Gabriela Leñero Álvarez Suple a José Francisco Ruiz Massieu |         |
| Tercera         | Raúl Ríos Magaña                                      |         | Quinta          | Jesús Esquinca Gurusquieta                                         |         |
| Tercera         | Fernando Garzacabello García                          |         | Quinta          | Óscar Cárdenas Monroy                                              |         |
| Tercera         | Fernando Jesús Rivadeneira y Rivas                    |         | Quinta          | Samuel Palma César                                                 |         |
| Tercera         | José Luis Aguilar Martínez                            |         | Quinta          | Miguel Humberto Manzo Godínez                                      |         |
| Tercera         | Claudio Manuel Coello Herrera                         |         | Quinta          | Guillermo González y Guardado                                      |         |
| Tercera         | Augusto César Leal Angulo                             |         | Quinta          | Graco Ramírez                                                      |         |
| Tercera         | Arnulfo Cueva Aguirre                                 |         | Quinta          | Martha Alvarado Castañón                                           |         |
| Tercera         | Julián García Noriega                                 |         | Quinta          | Raúl Gonzalo Castellanos Hernández                                 |         |
| Tercera         | Jorge Humberto Padilla Olvera                         |         | Quinta          | Héctor Miguel Bautista López                                       |         |
| Tercera         | Consuelo Botello Treviño                              |         | Quinta          | Zeferino Torreblanca                                               |         |
| Tercera         | Sergio Teodoro Meza López                             |         | Quinta          | Adolfo Aguilar Zínser                                              |         |
| Tercera         | Cristián Castaño Contreras                            |         | Quinta          | Cuauhtémoc Sandoval Ramírez                                        |         |
| Tercera         | Víctor Manuel Palacios Sosa                           |         | Quinta          | Leticia Burgos Ochoa                                               |         |
| Tercera         | José Jesús Durán Ruiz                                 |         | Quinta          | Adriana Luna Parra                                                 |         |
| Tercera         | José Alberto Castañeda Pérez                          |         | Quinta          | Carlota Ángela Rosa Botey y Estape                                 |         |
| Tercera         | Alicia Céspedes Arcos                                 |         | Quinta          | Ana Lilia Cepeda de León                                           |         |
| Tercera         | Dionisio Pérez Jácome                                 |         | Quinta          | Armando Quintero Martínez                                          |         |
| Tercera         | Dulce María Sauri Riancho                             |         | Quinta          | Everardo Martínez Sánchez                                          |         |
| Tercera         | Abelardo Carrillo Zavala                              |         | Quinta          | Anselmo García Cruz                                                |         |
| Tercera         | Calixto Javier Rivera Díaz                            |         | Quinta          | Martín Equihua Equihua                                             |         |
| Tercera         | Luis Priego Ortiz                                     |         | Quinta          | Joaquín Alberto Vela González                                      |         |
| Tercera         | Carlos Servando Ponce de León Coluby                  |         | Quinta          | Serafín Nuñez Ramos                                                |         |

### Presidente de la Cámara de Diputados en la LVI Legislatura
- Primer Año de Ejercicio (1994 - 1995):
  - Humberto Roque Villanueva 
  - Saúl González Herrera 
  - Sofía Valencia Abundis

- Segundo Año de Ejercicio (1995 - 1996):

- Tercer Año de Ejercicio (1996 - 1997):

### Coordinadores parlamentarios
- Partido Acción Nacional:
  - Ricardo García Cervantes
- Partido Revolucionario Institucional:
  - Humberto Roque Villanueva
- Partido de la Revolución Democrática:
  - Eric Eber Villanueva Mukul
- Partido del Trabajo:
  - Alberto Anaya